# Lewatywa

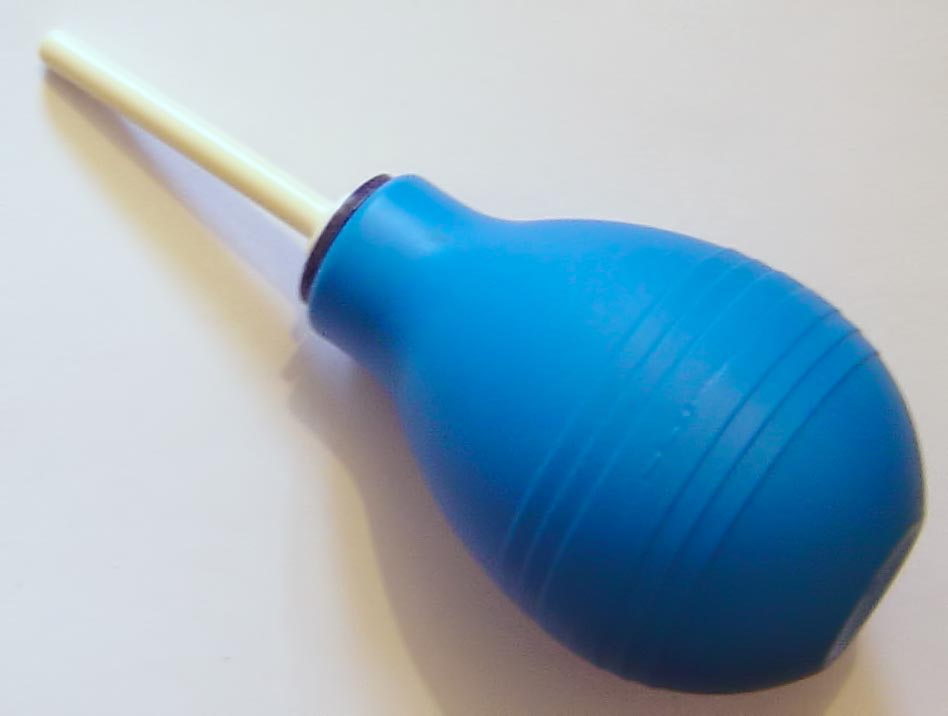
Gruszka stosowana do wykonywania lewatywy

Zestaw lewatywowy do irygacji jelit

Lewatywa (łac. enema) – zabieg medyczny polegający na wlewaniu przez odbyt płynu do jelita grubego w celu usunięcia mas kałowych.
W medycynie lewatywy znajdują zastosowanie jako:
- leczenie zaparć, wobec nieskuteczności innych metod
- przygotowanie do zabiegów diagnostycznych i chirurgicznych
- przygotowanie przed porodem.

Lewatywa jest jednym z najstarszych zabiegów leczniczych.
Stosowano ją do leczenia zaparć już tysiące lat przed naszą erą w starożytnym Egipcie, Chinach i Indiach. Jej zwolennikiem był Hipokrates – ojciec współczesnej medycyny, ordynujący pacjentom wlewki z wody, roztworów soli, oleju.

## Historia

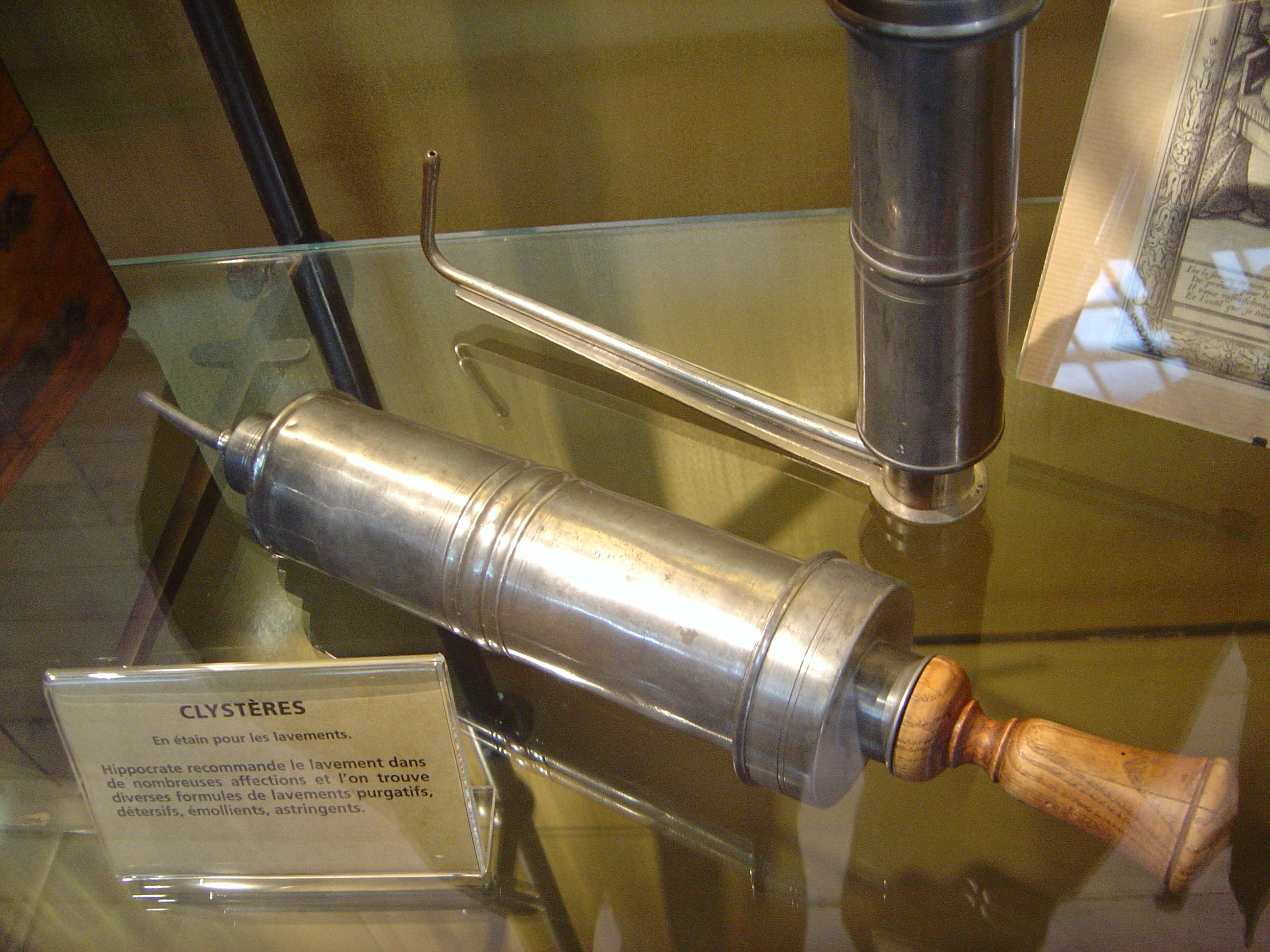
Strzykawka do wykonywania lewatywy

Starożytni Egipcjanie wierzyli, że lewatywę odkrył bóg Ozyrys, który zaobserwował świętego ptaka Ibisa, wstrzykującego sobie dziobem wodę do odbytu.
W starożytności i średniowieczu stosowano do lewatywy zwierzęce pęcherze, worki wykonane ze skór, pergaminu, wydrążone dynie, a nawet bambusowe rurki, których jeden koniec wprowadzano do odbytu, a w drugi wdmuchiwano wodę ustami.
Innym, szeroko rozpowszechnionym w Europie, przyrządem do lewatywy była podobna do dużej strzykawki kolba, która przyjmowała najprzeróżniejsze, często nawet artystyczne formy. Kolby i nasadzane na nie końcówki wykonywano z cyny, miedzi, a nawet metali szlachetnych, toczonego drewna, szkła, porcelany lub kości zwierzęcych. Wodę wyciskano przy pomocy tłoka, uszczelnianego przeważnie skórą. Pomysłowość konstruktorów takich kolb nie miała granic. Budowano nawet skomplikowane siedziska do samodzielnego wykonania lewatywy.
Pierwsze gruszki do lewatywy skonstruowali Indianie znad Amazonki, używając do tego naturalnego kauczuku.
Szczytem mody na stosowanie lewatywy były czasy Moliera i Króla Słońce, Ludwika XIV, gdy uważano ją za konieczny, codzienny zabieg kosmetyczny, aplikowany bez skrępowania nawet podczas dworskich spotkań. Damy dworu poddawano codziennym lewatywom z wody zawierającej najprzeróżniejsze zioła i pachnidła. Lewatywa była w tak powszechnym użyciu, że okres ten czasem nazywany jest „klizomanią”. Lewatywy robione były przez lekarzy, chirurgów, znachorów, ale także aptekarzy oraz ich pomocników (i pomocnice). Ze względu na jej wielkie rozpowszechnienie, dorabiano się na tym zabiegu sporych pieniędzy.
Do wody używanej do przeprowadzania lewatywy dodawano rozmaitych ziół, innych niż woda płynów, łącznie z alkoholami i płynnymi pokarmami; do lewatywy używano nawet dymu uzyskiwanego z palącego się tytoniu, wtłaczanego do odbytu wraz z wodą lub podawanego samodzielnie.
Wraz z postępem medycyny gwałtownie malało zastosowanie lewatywy, ale były dziedziny, które wymagały jej stale. Krótko przed wybuchem I wojny światowej rozpowszechniła się narkoza doodbytnicza, poprzedzona lewatywą oczyszczającą. Narkoza ta stosowana była w niektórych krajach jeszcze w II połowie XX wieku.
Dziś lewatywy stosuje się dobrowolnie na salach przedporodowych oraz jako przygotowanie jelita grubego do badań lub operacji. W dalszym ciągu jest skutecznym środkiem przeczyszczającym przy zaparciach i w stanach wysokiej gorączki. Niektórzy terapeuci, stosujący niekonwencjonalne metody uzdrawiania, zalecają lewatywy w kuracjach oczyszczających organizm (metody Buchingera, Małachowa, Gersona).

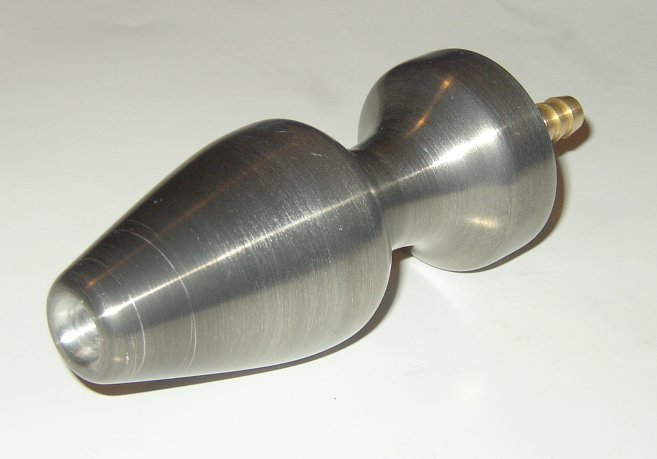
Aluminiowa kanka służąca do wykonywania lewatywy

Czasem lewatywy znajdują zastosowanie jako przygotowanie do seksualnych stosunków analnych, jako oddzielne praktyki seksualne (klizmafilia), oraz jako „kary” w ramach BDSM.

## Przyrządy do wykonania lewatywy

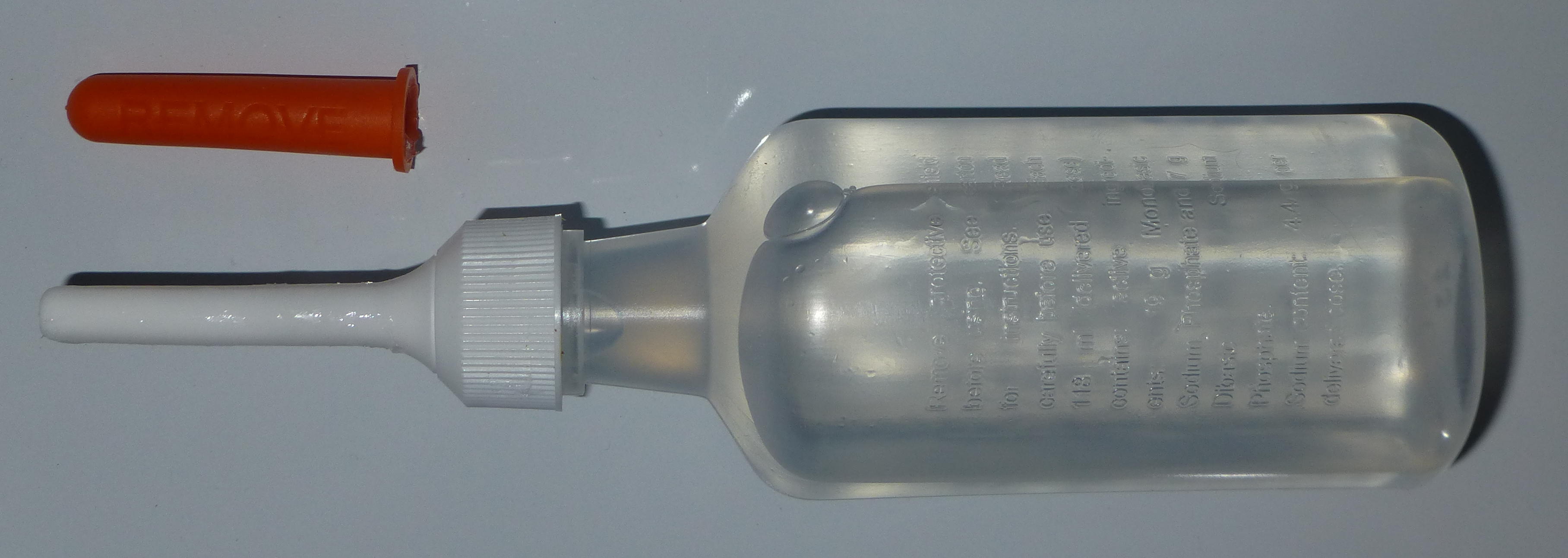
Jednorazowa wlewka

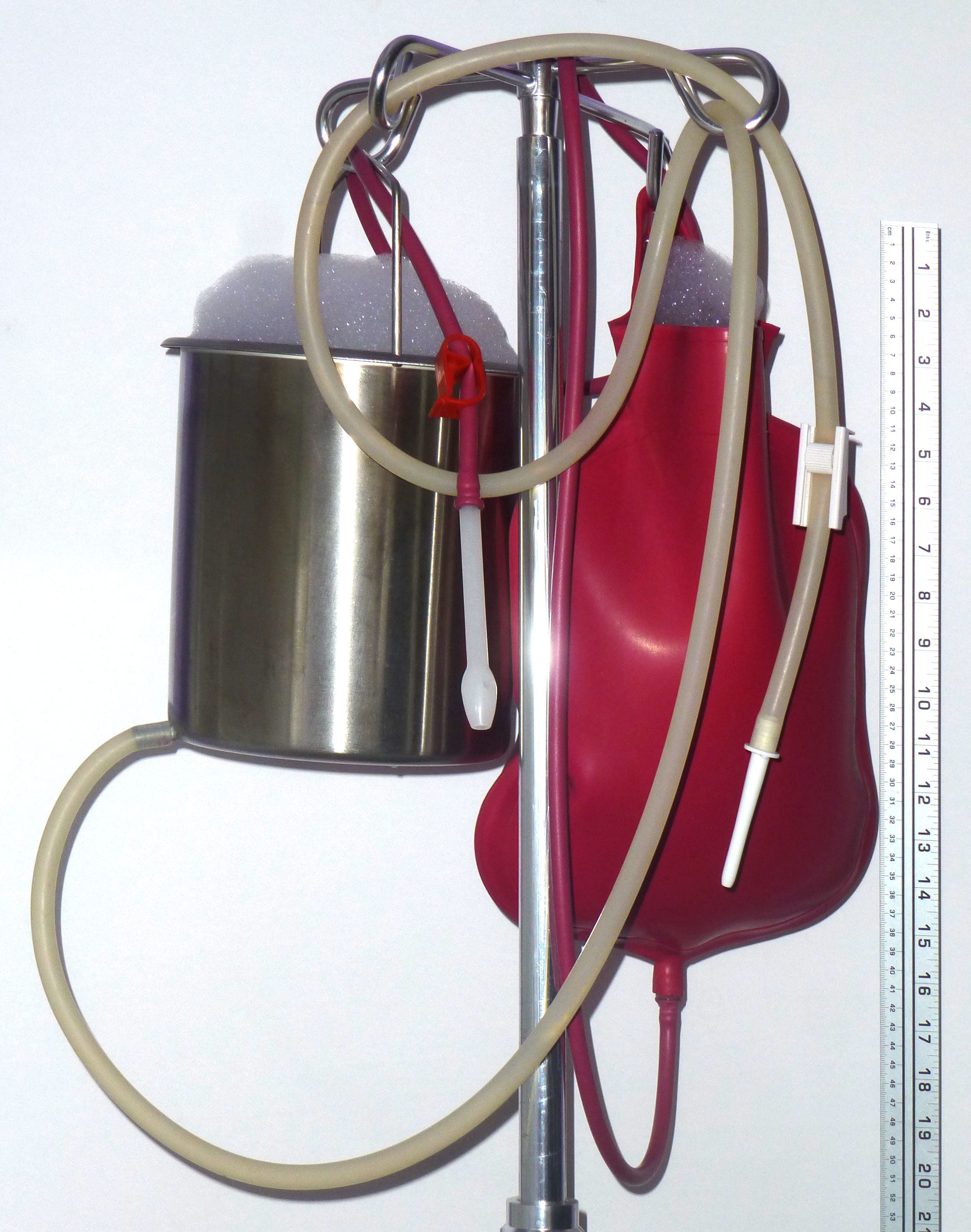
Nierdzewna lewatywa i wlewnik do lewatywy

W zależności od rodzaju lewatywy do jej wykonania używa się rozmaitych przyrządów. Wlewki jednorazowe, kupowane w aptekach jako gotowe preparaty, zawierają 100 do 200 ml płynu („enema”), lub kilkadziesiąt mg żelu („mikroklizma”).
Przyrządami wielokrotnego użycia są strzykawki, gumowe gruszki lub wlewniki (nazywane też irygatorami). Strzykawki i gruszki działają przez ręczne wyciskanie płynu. Ich pojemność wynosi standardowo od 100 ml do 350 ml (spotykane są gruszki o pojemności do 900 ml). Wlewniki działają na zasadzie swobodnego, grawitacyjnego wypływu i mają pojemność od 1 do 2 litrów (spotykane są wlewniki większe). Mają postać gumowych, plastikowych lub foliowych, zawieszanych worków z przymocowanym do nich wężem odprowadzającym płyn. Kiedyś produkowano pojemniki szklane i porcelanowe, potem blaszane.
Do poszczególnych przyrządów stosuje się rozmaite końcówki (kanki) wprowadzane do odbytu. Strzykawki mają końcówki metalowe lub z tworzywa sztucznego i są twarde.
Gumowe gruszki posiadają zakończenia miękkie lub nasadzane końcówki twarde ze sztucznych tworzyw.
Do wlewników stosuje się całą gamę końcówek: od zwykłych rurek z tworzywa o długości ok. 100 mm, z jednym otworkiem wylotowym, poprzez elastyczne rurki doodbytnicze długości rzędu 300 mm, z kilkoma bocznymi otworkami wylotowymi, po miękkie cewniki o długościach od 400 mm wzwyż. Wszystkie one mają średnice od kilku do kilkunastu mm. Wykorzystuje się różne kombinacje połączeń tych końcówek z wlewnikami, a nawet z gruszkami.
U pacjentów z zaburzeniami mięśni zwieracza stosuje się specjalne rurki doodbytnicze, posiadające nadmuchiwane baloniki uszczelniające odbyt od wewnątrz i od zewnątrz.
Dla osób chcących wykonać lewatywę samodzielnie, istnieją przepływowe pompki ręczne lub wlewniki zasilane silniczkiem elektrycznym.
Odmianą lewatywy jest płukanie jelita grubego, zwane hydrokolonoterapią, wykonywane przy użyciu tzw. hydrokolonu, tj. wprowadzanej do odbytu dwudrożnej rurki, o średnicy ok. 20–25 mm, połączonej z automatem dozującym odpowiednio przygotowaną wodę i odprowadzającym kał.

## Płukanie jelit
Lewatywa jest również metodą stosowaną w medycynie alternatywnej w celu detoksykacji organizmu. Osoby ją praktykujące uważają, że nagromadzenie fekaliów w jelicie grubym prowadzi do złego stanu zdrowia. Wykorzystywana tu jest stara medyczna koncepcja autointoksykacji, która była ortodoksyjną doktryną do końca XIX wieku, ale obecnie została zdyskredytowana.